# Hyrcanana afghana
Hyrcanana afghana är en fjärilsart som beskrevs av Francis Gard Howarth och Povolny 1976. Hyrcanana afghana ingår i släktet Hyrcanana och familjen juvelvingar. Inga underarter finns listade i Catalogue of Life.